# Пуэнте, Тито
Ти́то Пуэ́нте-ста́рший (исп. Tito Puente, Sr., настоящее имя: Эрнесто Антонио Пуэнте-младший (исп. Ernesto Antonio Puente, Jr.), 20 апреля 1923, Гарлем, Нью-Йорк, США — 31 мая 2000, Нью-Йорк, США) — американский музыкант (тимбалеро, вибрафонист, перкуссионист) и композитор, один из самых известных деятелей латиноамериканской музыки стилей мамбо, сальса и латин-джаз. По происхождению — пуэрториканец. За своё мастерство и вклад в развитие латин-джаза получил прозвища «Король тимбала» (исп. El Rey del timbal) и «Король латиноамериканской музыки» (исп. El Rey de la música latina).

## Детские и юношеские годы
Тито Пуэнте родился 20 апреля 1923 года в Гарлемской больнице Нью-Йорка, США, в семье пуэрториканцев Эрнеста (Ernest) и Эрсилии (Ercilia) Пуэнте. В возрасте семи лет Пуэнте начал брать уроки игры на фортепиано, а примерно с десяти приступил к изучению перкуссии, которая стала делом всей его жизни. В 1936 году Пуэнте начал карьеру профессионального музыканта, став барабанщиком оркестра Норо Моралеса (Noro Morales), а с 1941-го играл в оркестре Мачито, работа с которым дала Тито бесценный урок в области смешения традиционных латиноамериканских ритмов с джазом. Затем в жизнь Пуэнте вмешалась Вторая мировая война: его призвали в военно-морской флот, где Пуэнте отслужил 3 года. После демобилизации, в период с 1946 по 1947 год, Пуэнте продолжил своё музыкальное образование, обучаясь в Джульярдской школе музыки Нью-Йорка по классу композиции и фортепиано. Одновременно с учёбой он подрабатывал, выступая с оркестрами Хосе Курбело (José Curbelo) и Фернандо Альвареса (Fernando Alvarez). Играя в оркестре Курбело, Пуэнте работал бок о бок с Тито Родригесом, который позже стал его основным соперником.

## Начало карьеры
Слава Пуэнте как мастера зажигательных аранжировок быстро росла, он получал много предложений к сотрудничеству от руководителей лучших латиноамериканских оркестров. Даже Тито Родригес пригласил его сочинить аранжировки для четырёх композиций, которые он записал со своими «Дьяволами мамбо» (Mambo Devils) на лейбле Габриэля Ольера (Gabriel Oller) «Эс Эм Си». В конце 1940-х, во время работы с оркестром Пупи Кампо (Pupi Campo) в качестве аранжировщика и тимбалеро, Тито Пуэнте организовывал собственную группу. Федерико Пагани (Federico Pagani), занимавшийся «раскруткой» ансамбля, окрестил их «Пикадилли Бойз» (The Picadilly Boys), впечатлившись характерной импровизационной манерой игры группы, в которой были смешаны латиноамериканские ритмы и джаз, — «дескаргой».
С этой группой Пуэнте записал множество пластинок на «Эс Эм Си». Впоследствии он сменил название «Пикадилли Бойз» на «Тито Пуэнте и его оркестр» (Tito Puente and His Orchestra). В качестве ведущих вокалистов Тито пригласил работать со своим оркестром Анхеля Росу (Angel Rosa) и, чуть позднее, Пакито Сосу (Paquito Sosa), которых затем сменил кубинец Висентико Вальдес (Vicentico Valdés), ставший неотъемлемой частью ансамбля на долгие годы.

## Эра мамбо
В конце 1949 года для записи в студии на лейбле «Тико» Пуэнте собрал оркестр, состоящий из четырёх труб, трёх тромбонов, четырёх саксофонов и полной ритм-секции. Одним из выдающихся результатов этих сессий стала новая, зажигательная обработка композиции «Веерок» (Abaniquito), в которой Пуэнте отказался от традиционных тромбонов и саксофонов. С помощью диск-жокея Дика «Рикардо» Шугара (Dick «Ricardo» Sugar), переведшего песню на английский, она стала одним из первых хитов «европеизированного» мамбо. Сотрудничество Пуэнте с лейблом «Тико», начавшееся в конце 40-х, продолжалось до середины 50-х годов. Только в течение 1950 года, когда работа студии была временно приостановлена из-за разногласий между соучредителями фирмы, Джорджем Голднером (George Goldner) и Артом «Панчо» Реймондом (Art «Pancho» Raymond), Пуэнте записывался на лейблах «Сико» (Seeco), «Верне» (Verne) и «Ар Си Эй». Наряду с Тито Родригесом и Мачито, Тито Пуэнте стал одним из королей эры мамбо 50-х годов. Неизменно высокие позиции Тито Пуэнте в списках популярности нью-йоркского «Палладиума» (Palladium Ballroom), прославленного «Дома мамбо», стали одной из причин трений между Пуэнте и Родригесом. С середины 50-х Пуэнте записывался на «Ар Си Эй Виктор», где в период с 1956 по 1960 годы выпустил серию альбомов, включающую замечательный «Кубинский карнавал» (Cuban Carnival) и небывало популярную «Одержимость танцем» (Dance Mania).
На альбоме «Одержимость танцем» дебютировал новый вокалист оркестра Пуэнте — пуэрториканец Сантос Колон (Santos Colón), который переехал в Нью-Йорк в 1950 году и до приглашения Пуэнте работал в оркестрах Хорхе Лопеса (Jorge López), Тони Новоса (Tony Novos) и Хосе Курбело. Сантос Колон сотрудничал с Тито Пуэнте до 1970 года, после чего занялся своим сольным проектом, записываясь на лейбле «Фаниа».

## Ча-ча-ча и пачанга
Несколько альбомов, выпущенных Пуэнте на лейблах «Тико» и «Ар Си Эй Виктор» во второй половине 50-х, были полностью посвящены ча-ча-ча, стилю, небывало популярному в то время. В начале 60-х эстафету популярности приняла пачанга. Одним из пионеров увлечения пачангой был афро-кубинский певец Роландо Ла Серье (Rolando La Serie), выпустивший совместно с оркестром Бебо Вальдеса хит 1960 года «Пачанга» (La pachanga). На следующий год, когда увлечение пачангой было в самом расцвете, Тито Пуэнте объединился с Ла Серье в работе над альбомом «Пачанга в Нью-Йорке» (Pachanga in New York), который они выпускали на лейбле «Хема». В 1960 году Тито и его оркестр совершили вояж на Западное побережье Соединённых Штатов и записали там альбом «Потрясающий оркестр Тито Пуэнте в Голливуде» (The Exciting Tito Puente Band in Hollywood) (также известный под названием «А теперь Пуэнте!» (Puente Now!) для лейбла «Джи Эн Пи». Сразу по прибытии в Лос-Анджелес Пуэнте пригласил участвовать в записи проживавшего там кубинского флейтиста Роландо Лосано (Rolando Lozano) (настоящее имя — Хосе Каласан Лосано (José Calazan Lozano), игравшего до того в «Оркеста Арагон» (Orquesta Aragón), «Оркеста Америка» (Orquesta América), «Оркеста Нуэво Ритмо» (Orquesta Nuevo Ritmo), с Монго Сантамарией и Колом Тжадером.
После выхода этой пластинки Пуэнте вновь стал записываться на лейбле «Тико» (верность которому хранил до середины 80-х), работая над альбомом «Пачанга с Пуэнте» (Pachanga con Puente), известному по сверхпопулярной песне «Леденцы» (Caramelos). Следующий альбом, «Бесстрашный король» (El rey bravo) был решён преимущественно в стиле дескарги. Эта нетипичная для Тито Пуэнте пластинка остаётся в ряду его лучших работ. В записи альбома Пуэнте помогал кубинский скрипач и флейтист Феликс «Пупи» Легаррета (Félix «Pupi» Legarreta); результатом этого сотрудничества явилась классическая песня Пуэнте «Слушай как идет (мой ритм)» (Oye como va), которая, благодаря Карлосу Сантане, стала в 1970 году также хитом латин-рока.
Продюсером альбома «А выглядит глупо» (Y parece bobo) с интересным вокалом Чивирико Давилы (Chivirico Dávila) стал Аль Сантьяго (Al Santiago), основатель лейбла «Алегре», на котором и вышел этот диск. Сантьяго был также одним из продюсеров альбома «Куба и Пуэрто-Рико…» (Cuba y Puerto Rico son…), выпущенного на лейбле «Тико». Эта пластинка положила начало долгому плодотворному сотрудничеству Тито с «Королевой сальсы» — Селией Крус. Затем, в период с 1965 по 1967 год, Пуэнте выпустил ряд удачных дисков совместно с певицей Ла Лупе (La Lupe), а также пару альбомов со вдовой Бени Море — Норайдой (Noraida) — в начале 70-х. Двумя альбомами, выпущенными в самом конце 60-х, — «Двадцатая годовщина» (20th Anniversary) и «Король Тито Пуэнте» (El rey Tito Puente) Пуэнте отдал дань бугалу — жанру, в котором латиноамериканская музыка смешалась с ритм-энд-блюзом. «Бугалу не значило для меня ничего. Оно отвратительно, — без обиняков говорил Тито в 1977 году, — оно только расстраивало маститых музыкантов… Это был танец, который Эдди Палмьери, я и другие руководители оркестров не хотели записывать, но были вынуждены идти на это, чтобы не остаться на обочине».

## 1970-е
В начале 70-х Тито Пуэнте непродолжительное время сотрудничал с панамским певцом Меньике Баркаснеграсом (Meñique Barcasnegras), работавшим до того с Како (Kako Rosario) и Вилли Росарио (Willie Rosario). Вместе Тито и Меньике выпустили альбомы «Вперёд!» (Pa’ lante!) и «Для вас, румберо» (Para los rumberos), после чего Баркаснеграс начал сольную карьеру (во время записи его дебютного альбома «Меньике» (Meñique) Пуэнте выступил в роли аранжировщика и дирижёра), работая как самостоятельно, так и совместно с Сантосом Колоном, Чарли Палмьери, «Чаранга сенсасьон де Роландо Вальдес» (Charanga Sensación de Rolando Valdés) и «Конхунто Чаней» (Conjunto Chaney). В 1977 году Пуэнте и Сантос Колон воссоединились в работе над альбомом «Легенда» (The Legend), заглавную песню которого написал Рубен Бладес. Продюсером этого альбома, который был выдвинут на соискание премии «Грэмми», стал Луи Рамирес (Louie Ramírez). Годом позже первый из трёх альбомов Тито Пуэнте, посвящённых Бени Море, получил «Грэмми».
В записи трёх этих альбомов приняли участие такие звёзды лейбла «Фаниа», как Селия Крус, Сантос Колон, Хосе «Чео» Фелисиано, Исмаэль «Пат» Кинтана (Ismael «Pat» Quintana), Адальберто Сантьяго (Adalberto Santiago), Эктор Лаво, Пит «Эль Конде» Родригес (Pete «El Conde» Rodríguez), Исмаэль Миранда (Ismael Miranda) и Хусто Бетанкур (Justo Betancourt). В 1979 и 1980 годах Тито Пуэнте совершал турне по Европе и записывался с «Джазовым ансамблем латинской перкуссии» (Latin Percussion Jazz Ensemble), в состав которого входили такие известные музыканты, как аргентинский пианист Хорхе Дальто (Jorge Dalto), скрипач Альфредо де ла Фе (Alfredo de la Fé), и конгеро Карлос «Патато» Вальдес (Carlos «Patato» Valdez).

## Латинский ансамбль
Работа с «Джазовым ансамблем» послужила импульсом для перестройки Тито собственного оркестра, который в новом составе дебютировал в 1983 году на лейбле «Конкорд Пиканте» с альбомом «Тито Пуэнте и его Латинский ансамбль на Бродвее» (Tito Puente and His Latin Ensemble on Broadway). За этот альбом Пуэнте получил свой второй «Грэмми». На этом лейбле с 1984 по 1991 год вышли ещё семь альбомов Пуэнте и его Латинского ансамбля, два из которых — «Мамбо-дьявол» (Mambo diablo) и «Насладись моим тимбалом» (Goza mí timbal) также были награждены «Грэмми». Однако, к великому сожалению, его работа с ансамблем постепенно свелась к «перелицовыванию» старых записей, а выступления Тито Пуэнте и его высококлассных музыкантов на концертах часто носили лишь «проходной» характер.

## Последние годы
С началом работы над альбомом «Король мамбо: 100-й альбом» (The Mambo King: 100th LP), выпущенном в 1991 году на лейбле «Эре Эме Эме» (RMM, Ritmo Mundo Musical), Пуэнте возвращается от ансамблевого состава к «полноценному» оркестру. Вместе с оркестром Пуэнте на этом диске выступили звёзды лейбла «Эре Эме Эме» (такие, как Оскар д’Леон (Oscar d’León), Тито Ньевес (Tito Nieves), Тони Вега (Tony Vega), Хосе «Эль Канарьо» Альберто (José «El Canario» Alberto) и Доминго Киньонес (Domingo Quiñones)), а также Сантос Колон и Селия Крус. Хотя альбом получил название сотого, фактически к 1992 году общее количество дисков, записанных Пуэнте, превысило это число. Тито Пуэнте продолжал работать в студии на протяжении всех 90-х, получив свой последний «Грэмми» в 1999 году за альбом «Мамбо Бёрдланда» (Mambo Birdland). Помимо уже перечисленных, Пуэнте записывался вместе со многими латинскими и джазовыми музыкантами, среди которых — звёзды лейблов «Тико» (Tico All Stars) и «Фаниа» (Fania All Stars), Бобби Капо (Bobby Capó), Рэем Барретто, Камило Асукита (Camilo Azuquita), Хильберто Монруа (Gilberto Monroig), Софи (Sophy), Мирта Сильва (Myrta Silva), Мэнни Роман (Manny Roman), Док Северинсен (Doc Severinsen), Вуди Херман (Woody Herman), Бадди Морроу (Buddy Morrow), Кол Тжадер, Терри Гиббс (Terry Gibbs), Джордж Ширинг (George Shearing), Фил Вудс (Phil Woods), Пит Эсковедо (Pete Escovedo) и Шейла Э. (Sheila E. — дочь Пита Эсковедо).
В 2000 году Библиотекой Конгресса Соединённых Штатов музыканту было присвоено почётное звание «Живая легенда». Но звание «живой легенды» Тито Пуэнте носил недолго: 31 мая 2000 года он скончался в Нью-Йорке в результате осложнений, возникших после операции на сердце.
Популярность Тито Пуэнте в США была столь велика, что он был даже выведен в качестве одного из эпизодических героев сериала «Симпсоны» (двухчастный эпизод «Who Shot Mr. Burns?», в котором Лиза предложила нанять его в качестве учителя музыки на нефтедоллары Спрингфилдской школы). Одна из улиц Гарлема носит имя Тито Пуэнте.

## Дискография

### Сольные альбомы
- «Mambos, Vol. 1», 10-inch album (Tico, 1949)
- «Mambos, Vol. 2», 10-inch album (Tico)
- «Mambos, Vol. 3», 10-inch album (Tico)
- «Mambos, Vol. 4», 10-inch album (Tico)
- «Mambos, Vol. 5», 10-inch album (Tico)
- «King Of The Mambo», 10-inch album (Tico)
- «At The Vibes», 10-inch album (Tico)
- «Cha Cha Cha, Vol. 1», 10-inch album (Tico)
- «Cha Cha Cha, Vol. 2», 10-inch album (Tico)
- «Mambos, Vol. 8», 10-inch album (Tico)
- «Instrumental Mambos», 10-inch album (Tico)
- «Cha Cha Cha, Vol. 3», 10-inch album (Tico)
- «Mambo On Broadway», 10-inch album (RCA Victor)
- «Mamborama» (Tico)
- «Mambo With Me» (Tico)
- «Cha Cha Chas For Lovers» (Tico, 1954)
- «Dance The Cha Cha Cha» (Tico, 1955)
- «Puente In Percussion» (Tico)
- «With Pete Terrace: Basic Cha Cha Chas» (Tico)
- «Cuban Carnival» (RCA Victor, 1955)
- «Puente Goes Jazz» (RCA Victor, 1956)
- «Mambo On Broadway» (RCA Victor, 1957)
- «Let’s Cha-Cha With Puente» (RCA Victor, 1957)
- «Night Beat» (RCA Victor, 1957)
- «Mucho Puente» (RCA Victor, 1957)
- «Top Percussion» (RCA Victor, 1958)
- «Dance Mania» (RCA Victor, 1958)
- «With Vicentico Valdés: Tito Puente Swings, Vicentico Valdés Sings» (Tico, 1958)
- «With Woody Herman: Herman’s Heat, Puente’s Beat» (Everest, 1958)
- «Puente In Love» (Tico, 1959)
- «Dancing Under Latin Skies» (RCA Victor, 1959)
- «Mucho Cha-Cha» (RCA Victor, 1959)
- «Cha Cha At Grossinger’s» (RCA Victor, 1960)
- «Tambу» (RCA Victor, 1960)
- «With Rolando La Serie: Pachanga In New York» (Gema, 1961)
- «The Exciting Tito Puente Band In Hollywood», известный также как «Puente Now!» (GNP, 1961)
- «Pachanga Con Puente» (Tico, 1961)
- «Vaya Puente» (Tico, 1961)
- «El Rey Bravo» (Tico, 1962)
- «Bossa Nova By Puente» (Roulette | Tico, 1962)
- «In Puerto Rico» (Tico, 1963)
- «Tito Puente Bailables» (Tico, 1963)
- «Exitante Ritmo» (Tico, 1963)
- «More Dance Mania 1959 recording» (RCA Victor, 1963)
- «Tito Puente Y Parece Bobo» (Alegre, 1963)
- «With Gilbert Monroig: The Perfect Combination» (Alegre)
- «Mucho Puente» (Tico, 1964)
- «With Santos Colón: De Mi Para Ti (From Me To You)» (Tico, 1964)
- «My Fair Lady Goes Latin» (Roulette | Tico, 1964)
- «With La Lupe: Tito Puente Swings, The Exciting Lupe Sings» (Tico, 1965)
- «With La Lupe: Tu Y Yo (You And I)» (Tico, 1965)
- «With Santos Colón: Carnaval En Harlem» (Tico, 1965)
- «With La Lupe: Homenaje A Rafael Hernández» (Tico, 1966)
- «With Celia Cruz: Cuba Y Puerto Rico Son…» (Tico, 1966)
- «20th Anniversary» (Tico, 1967)
- «With La Lupe: El Rey Y Yo | The King And I» (Tico, 1967)
- «With Shawn Elliot: What Now My Love» (Tico)
- «El Rey Tito Puente (The King)» (Tico, 1968)
- «En El Puente | On The Bridge» (Tico, 1969)
- «With Cruz Quimbo: Quimbumbia» (Tico, 1969)
- «With Sophy: Tito Puente Con Orgullo» (Tico)
- «La Lloroncita: El Sol Brilla Para Todos» (Tico)
- «With Cruz: Etc., Etc., Etc.» (Tico, 1970)
- «Pa’Lante! (Straight!)» (Tico, 1971)
- «With Cruz: Alma Con Alma (The Heart And Soul Of)» (Tico, 1971)
- «With Cruz Celia: Cruz Y Tito Puente En España» (Tico, 1971)
- «Para Los Rumberos» (Tico, 1972)
- «With Cruz: Algo Especial Para Recordar» (Tico, 1972)
- «Tito Puente And His Concert Orchestra» (Tico, 1973)
- «Tito Unlimited» (Tico, 1974)
- «With Santos Colón: Los Originales» (Tico, 1976)
- «The Legend» (Tico, 1977)
- «With La Lupe: La Pareja» (Tico, 1979)
- «Dance Mania 80’s» (Tico, 1980)
- «With Camilo Azuquita: Ce’ Magnifique» (Tico, 1981)
- «Tito Puente And His Latin Ensemble On Broadway» (Concord Picante, 1983)
- «El Rey» (Concord Picante, 1984)
- «Mambo Diablo» (Concord Picante, 1985)
- «Sensación» (Concord Picante, 1986)
- «Un Poco Loco» (Concord Picante, 1987)
- «Salsa Meets Jazz» (Concord Picante, 1988)
- «Goza Mí Timbal» (Concord Picante, 1989)
- «Out Of This World» (Concord Picante, 1991)
- «The Mambo King: 100th LP» (RMM, 1991)
- «Royal „T“» (Concord Jazz, 1993)
- «Master Timabelero» (Concord Picante, 1994)
- «In Session» (Bellaphon, 1994)
- «Tito’s Idea» (Tropijazz, 1995)
- «With the Count Basie Orchestra and India: Jazzin’» (RMM | Tropijazz, 1996)
- «Special Delivery» (Concord Picante, 1997)
- «With TropiJazz All Stars: TropiJazz All Stars» (RMM | TropiJazz, 1997)
- «Dancemania '99: Live At Birdland» (RMM | Tropijazz, 1998)
- «Mambo Birdland» (RMM | Tropijazz, 1999)
- «With Eddie Palmieri: Masterpiece | Obra Maestra» (RMM, 2000)
- «Live At The Playboy Jazz Festival» (Playboy, 2002)

### Сборные альбомы
- «El Mundo Latino De (The Latin World Of)» (Tico, 1964)
- «The Best Of Gilbert Monroig & Tito Puente» (Tico, 1964)
- «The Best Of Tito Puente» (RCA Victor, 1965)
- «Ti Mon Bo» (RCA, 1969)
- «Lo Mejor De (The Best Of)» (Tico)
- «With Santos Colón: No Hay Mejor (There Is No Better)» (Tico, 1975)
- «The Best Of Tito Puente Vol. 1» (RCA, 1990)
- «Mambo Macoco» (Tumbao, 1992)
- «Cuando Suenan Los Tambores» (BMG, 1992)
- «The Best Of The Sixties» (Charly, 1994)
- «The King Of Cha-Cha Mambo» (Caney, 1995)
- «Yambeque: The Progressive Side Of Tito Puente Vol. 2» (RCA, 1995)
- «Oye Como Va! The Dance Collection» (Concord Picante, 1996)
- «50 Years Of Swing», 3-CD box set (RMM | Tropijazz, 1997)
- «El Rey Del Timbal, The Best Of Tito Puente» (Rhino, 1997)
- «The Best Of The Concord Years» (Concord Jazz, 2000)
- «The Complete RCA Recordings», 6-CD box set (BMG, 2000)
- «RCA Recordings 49-60» (Camden, 2001)

## Фильмография
- Armed And Dangerous (1986)
- Radio Days (1987)
- Salsa (1988)
- The Mambo Kings (1992)